# Rudolf I van Brienne
Rudolf I van Brienne ook gekend als Rudolf III van Eu (overleden in Parijs op 18 januari 1344) was van 1302 tot aan zijn dood graaf van Eu en van 1332 tot aan zijn dood graaf van Guînes.

## Levensloop
Rudolf was de zoon van graaf Jan II van Eu en gravin Johanna van Guînes. In 1302 volgde hij zijn vader op als graaf van Eu en in 1332 volgde hij zijn moeder op als graaf van Guînes. In 1329 werd hij benoemd tot Connétable van Frankrijk en hij droeg eveneens de titel van gouverneur van Languedoc.
In 1315 huwde hij met Johanna van Mello (overleden in 1351), vrouwe van Lormes en Château-Cinon. Ze kregen drie kinderen:
- Rudolf II (overleden in 1350), graaf van Eu en Guînes
- Johanna (overleden in 1389), huwde in 1342 met graaf Wouter VI van Brienne en in 1357 met graaf Lodewijk van Étampes
- Maria, jong gestorven

In 1344 kwam Rudolf om het leven bij een ongeluk op een riddertoernooi in Parijs.